# 香港仔 (电影)
《香港仔》（英語：Aberdeen），是一部于2014年上映的香港剧情片。影片由古天乐、曾志伟、杨千嬅及梁咏琪、吳孟達、蔡潔领衔主演，由香港导演彭浩翔执导，并且由太阳娱乐文化、正在电影、华谊兄弟和银都机构联合出品。
该片为第38屆香港国际电影节开幕电影之一，并于5月8日在香港和中国内地上映。香港片名与片中最主要的场景均与「香港仔」息息相关。

## 劇情
鄭惠清是專職導遊，她的丈夫邱健章是開診所的醫師，二人貌合神離，當中更有第三者出現。惠清弟弟鄭偉滔是香港某大著名補習社導師，他的妻子郭恩恩是女模，事業遇瓶頸；他們的孩子「小豬」雖然聽話乖巧，但是相貌卻跟他們的美貌有明顯差距，成為偉滔心結。父親鄭東在其妻過世後，與夜總會領班TA姐相戀，因而與偉滔關係交惡。一家人的關係因而疏遠，一次鯨魚擱淺事件終於令一家人能夠共同坦然面對生活的困境。

## 演员
| 角色名稱       | 演員   | 備註                             |
| -------------- | ------ | -------------------------------- |
| 鄭偉滔         | 古天樂 | 補習天王，郭恩恩丈夫             |
| 邱健章         | 曾志偉 | 醫生，鄭惠清丈夫                 |
| 鄭惠清         | 楊千嬅 | 博物館導游，邱健章妻子           |
| 郭恩恩         | 梁詠琪 | 模特兒，鄭偉滔妻子               |
| 鄭東           | 吳孟達 | 鄭惠清、鄭偉滔之父               |
| 劉淑霞 (TA 姐) | 吳家麗 | 鄭東情人                         |
| 鄭可怡 (小豬)  | 李汶桂 | 鄭偉滔、郭恩恩之女               |
| 周美寶         | 蔡潔   | 診所護士，邱健章外遇對象         |
| 小巴           | 陳靜   | 模特兒                           |
| Dan            | 余文樂 |                                  |
|                | 杜汶澤 | 玩具店老闆，鄭偉滔中學同學       |
| Nicole         | 鄭希怡 | 模特兒，郭恩恩好友               |
|                | 盧宛茵 | 鄭東之亡妻，鄭惠清、鄭偉滔之亡母 |
|                | 曾國祥 | 導演                             |
|                | 陳輝虹 | 電影監製                         |
|                | 彭浩翔 | 夢境變色龍                       |
|                | 單立文 | 邱健章診所男同事                 |
| Lawrence       | 周俊偉 | 演員                             |
| 莊詠詩         | 林兆霞 | 鄭偉滔中學同事                   |
|                | 郭子健 | 遊客                             |
|                | 柳俊江 | 新聞報導員                       |
| Benny          | 劉偉恆 |                                  |
|                | 余迪偉 | 電台主持（聲演）                 |
|                | 鄒凱光 | 電台主持（聲演）                 |

## 獎項及提名
| 年份 | 頒獎典禮                     | 類別             | 名字                                                                 | 結果 |
| ---- | ---------------------------- | ---------------- | -------------------------------------------------------------------- | ---- |
| 2014 | 第51屆金馬獎                 | 最佳男配角       | 吳孟達                                                               | 提名 |
| 2014 | 第51屆金馬獎                 | 最佳原創電影歌曲 | 《目的地》唱：黃耀明 詞：黃偉文 曲：蔡德才@人山人海、黃耀明@人山人海 | 提名 |
| 2014 | 第34屆香港電影金像獎         | 最佳男配角       | 吳孟達                                                               | 提名 |
| 2014 | 第34屆香港電影金像獎         | 最佳電影         | 香港仔                                                               | 提名 |
| 2014 | 第34屆香港電影金像獎         | 最佳編劇         | 彭浩翔                                                               | 提名 |
| 2014 | 第34屆香港電影金像獎         | 最佳新演員       | 蔡潔                                                                 | 提名 |
| 2014 | 第34屆香港電影金像獎         | 最佳美術指導     | 文念中                                                               | 提名 |
| 2014 | 第34屆香港電影金像獎         | 最佳原創電影音樂 | 金培達                                                               | 提名 |
| 2014 | 第34屆香港電影金像獎         | 最佳原創電影歌曲 | 《目的地》唱：黃耀明 詞：黃偉文 曲：蔡德才@人山人海、黃耀明@人山人海 | 獲獎 |
| 2015 | 第15屆华语电影传媒大奖       | 最佳男配角       | 吳孟達                                                               | 提名 |
| 2015 | 第15屆华语电影传媒大奖       | 最佳女配角       | 梁詠琪                                                               | 提名 |
| 2015 | 海峽兩岸三地「十大華語電影」 | 十大華語電影     | 香港仔                                                               | 提名 |

## 外部連結
- 《香港仔 （页面存档备份，存于）》在香港雅虎的電影頁面（繁體中文）
- Yahoo奇摩電影上《香港仔》的資料（繁體中文）
- 香港影庫上《香港仔》的資料（繁體中文）
- 開眼電影網上《香港仔》的資料（繁體中文）
- 豆瓣电影上《香港仔》的資料 （简体中文）
- 时光网上《香港仔》的資料（简体中文）
- 爛番茄上《香港仔》的資料（英文）
- 互联网电影数据库（IMDb）上《香港仔》的资料（英文）
- 香港仔的Facebook專頁